# Filipovo
Filipovo (srp.: Бачки Грачац/Bački Gračac, njem. Kindlingen, Sankt Philipp, mađ, Szentfülöp, Szent-Fülöp) je naselje u općini Odžaci u Zapadnobačkom okrugu u Vojvodini.
Do Drugoga svjetskoga rata Filipovo je bilo njemačko naselje, Nijemci su deportirani, a u njihove kuće kolonizirani su Srbi. Katolička crkva u središtu naselja je srušena.

## Stanovništvo
U naselju Filipovo živi 2913 stanovnika, od toga 2446 punoljetnih stanovnika, a prosječna starost stanovništva iznosi 44,1 godina (41,9 kod muškaraca i 46,2 kod žena). U naselju ima 1103 domaćinstava, a prosječan broj članova po domaćinstvu je 2,64.
Prema popisu stanovništva iz 1991. godine u naselju je živjelo 2924 stanovnika.
| Etnički sastav 2002. |            |        |
| Narod                | Stanovnika | %      |
| Srbi                 | 2810       | 96,46% |
| Romi                 | 11         | 0,37%  |
| Crnogorci            | 9          | 0,30%  |
| Mađari               | 7          | 0,24%  |
| Hrvati               | 6          | 0,20%  |
| Jugoslaveni          | 5          | 0,17%  |
| Slovaci              | 3          | 0,10%  |
| ostali               | 6          | 0,20%  |
| nepoznato            | 23         | 0,78%  |

| broj stanovnika | 4383  | 4394  | 4284  | 3343  | 2996  | 2924  | 2913  |
|                 | 1948. | 1953. | 1961. | 1971. | 1981. | 1991. | 2001. |

- 1910. godine Filipovo je imalo 3806 stanovnika od toga 3.650 Nijemaca.

## Poznate osobe
- Robert Zollitsch, nadbiskup Freiburga i predsjednik Njemačke biskupske konferencije
- Peter Kupferschmidt, njemački nogometaš

## Vanjske poveznice
- Karte, udaljenonosti, vremenska prognoza  Arhivirana inačica izvorne stranice od 17. svibnja 2009. (Wayback Machine)
- Satelitska snimka naselja